# Francesco Janich
Francesco Janich (født 27. marts 1937 i Udine, Italien, død 2. december 2019) var en italiensk fodboldspiller (sweeper).
Janich spillede hele sin karriere i hjemlandet, hvor han blandt andet tilbragte tre år hos Lazio og 11 hos Bologna. Hos Bologna var han med til at vinde både det italienske mesterskab og pokalturneringen Coppa Italia.
For det italienske landshold spillede Janich seks kampe. Han deltog ved både VM 1962 i Chile og VM 1966 i England. Ved begge slutrunder var han på banen i én kamp.